# Jüdische Gemeinde Memmingen

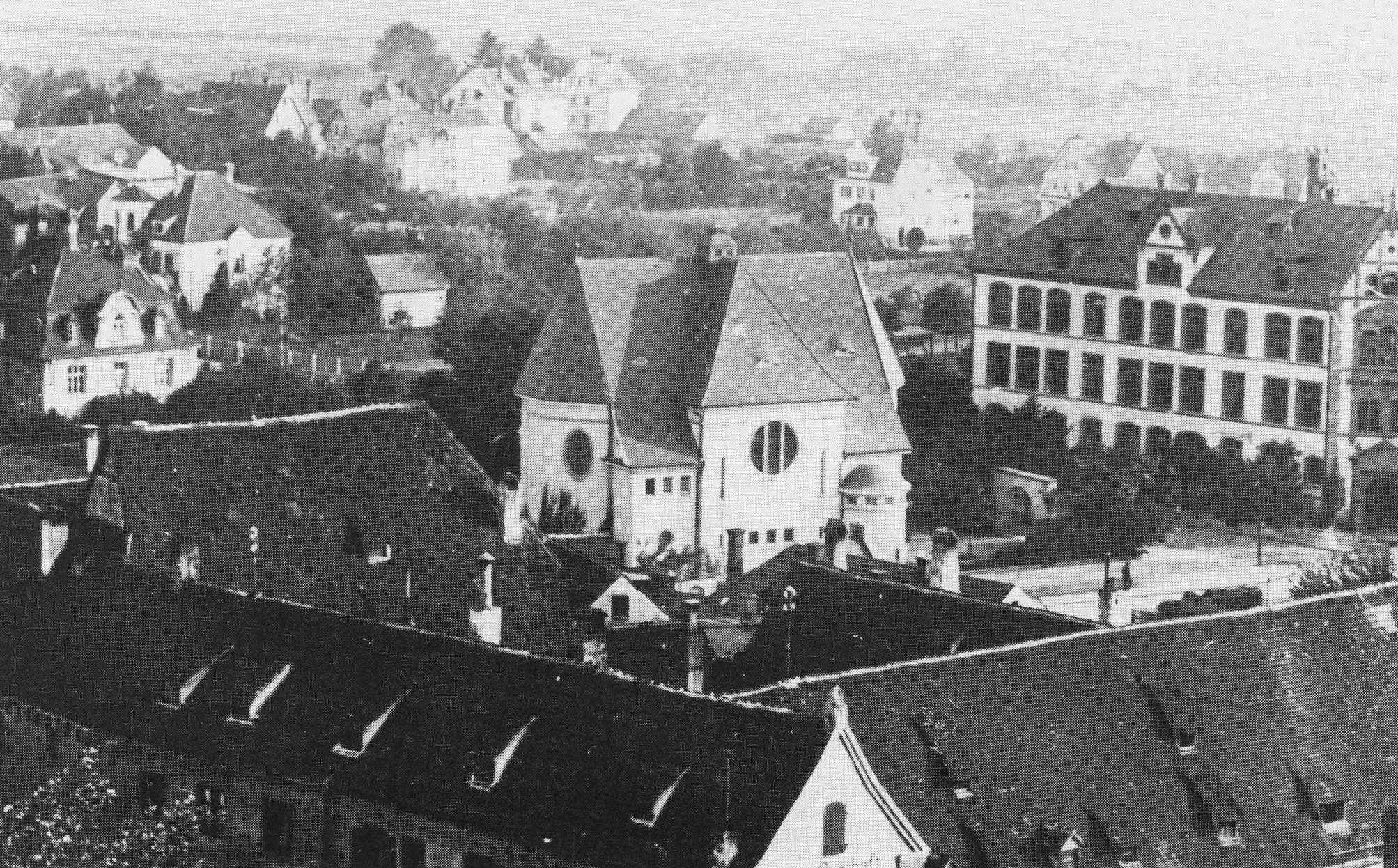
Memminger Synagoge am Schweizer Berg (um 1925)

Die Jüdische Gemeinde Memmingen  im oberschwäbischen Memmingen in Bayern lässt sich erstmals im Jahr 1348 nachweisen. Die Gemeinde erlosch im Zuge der Judenverfolgung während der Zeit des Nationalsozialismus.

## Mittelalter
Im Jahre 1286 wurde Memmingen durch Rudolf I. von Habsburg zur Freien Reichsstadt erhoben und damit direkt dem Herrscher des Heiligen Römischen Reiches unterstellt. Die Zeit bis 1349 war von Konflikten zwischen Juden und Christen geprägt. Neben Vorwürfen wie Hostienfrevel und Ritualmordlegenden standen die Juden nach der damals herrschenden christlichen Lehrauffassung als Geldleiher in einem Spannungsverhältnis zu der christlichen Bevölkerung. Papst Alexander III. gestattete ihnen 1179 ausdrücklich das Zinsgeschäft. Die Christen waren schon durch das Zweite Laterankonzil von 1139, dem Decretum Gratiani, mit einem ausdrücklichen Zinsnahmeverbot durch Papst Innozenz III. belegt worden, das 1215 und durch das Konzil von Vienne von 1311 nochmals bestätigt wurde. Damit waren Juden die Einzigen im mittelalterlichen Europa, die gewerbsmäßig Geld verleihen durften. Hierdurch und wegen der ihnen von der christlichen Obrigkeit ab dem Spätmittelalter auferlegten Verbote, Handwerksberufe und Ähnliches auszuüben (Zunftzwang), waren viele europäische Juden als Geldverleiher tätig.
Die Hauptakteure, die den Unmut gegen die Juden verbreiteten, waren die erstarkenden Zünfte und Bürger; der Klerus hielt sich dagegen zurück. Die regionalen Fürstenhäuser, Reichsabteien und der Kleinadel, die eigentlich den Schutz der Juden sichern sollten, reagierten zurückhaltend. Papst Clemens VI. versuchte durch das Verbot, Juden ohne Gerichtsverfahren hinzurichten, spontane Gewaltausbrüche zu verhindern. Er argumentierte, dass auch die Juden von der Pest betroffen seien und auch Orte, in denen keine Juden wohnten, von ihr heimgesucht wurden. Sein Eingreifen hatte nur in Avignon Auswirkungen. Nach den Pestpogromen in Genf, Freiburg im Breisgau und Ulm kam es auch in Memmingen zu Ausschreitungen gegen die jüdische Bevölkerung.
1348 wurde die Stadt von der großen Pestepidemie heimgesucht. Die Bevölkerungszahl schrumpfte merklich. Dies wurde, wie in vielen anderen Reichsstädten, den Juden angelastet. Diese wurden im November desselben Jahres ermordet und verbrannt, ihr Besitz wurde beschlagnahmt. Am 20. Juni 1349 verzieh Kaiser Karl IV. der Stadt. Größere jüdische Ansiedlungen gab es weiterhin in Ravensburg, Augsburg und Ulm. 1373 gab Kaiser Karl IV. die Erlaubnis, Juden für sechs Jahre in der Stadt Memmingen zu schirmen. 1401 und 1414 wird eine Judensteuer erwähnt, die an den König abzugeben war. Eine formelle Einbürgerung eines Juden ist für 1427 verbürgt. Der Rat nahm einen Juden namens Vryn aus Günzburg für fünf Jahre gegen 2 fl. Steuer und 8 fl. Beitrag zum Stadtaufbau auf. Gleichzeitig musste er sich verpflichten, bei Geldgeschäften nur 3 Heller pro rheinischen Gulden und Woche zu erheben. Bei Ausleuten konnte er 4 Heller verlangen. 1428 findet sich ein gleichartiger Vertrag mit einem Laemblin, einem Juden aus Zürich. 1431 wurden die Jüdinnen Kungund und Fröd steuer- und baugeldfrei aufgenommen. Lediglich ein Wachgeld mussten sie entrichten. 1524 lassen sich keine Juden in der Stadt nachweisen. Gleichzeitig erließ die Stadt eine restriktive Ordnung gegen sie und gebot den Bürgern, gar nichtz mit den Juden zu hanndeln, Unnd kain Juden herein zu lassen, dann sie seyen ainer gemaind beschwärlich. Vermutlich war das gegen die Ansiedlung der Juden im nahen Amendingen gerichtet. Die Bürger sollten keine Finanz- und Handelsbeziehungen mit Juden unterhalten. Am 17. März 1531 entschied aber der Rat der Stadt, dass Juden in Begleitung eines Stadtknechtes gegen Bezahlung und durch ein gelbes Ringlein gezeichnet, tagsüber in die Stadt kommen durften. Kaiser Karl V. erwirkte sogar ein Privileg, das es Juden verbot, Memminger Bürgern ohne das Wissen des Rates Geld zu leihen. Bei Nichteinhaltung wurde den Juden Kerkerhaft und dem Memminger Bürger die Ausweisung aus der Stadt angedroht. Am 20. Juni 1349 verzieh der römisch-deutsche König Karl IV. der Reichsstadt den Mord an den Juden und den Raub ihres Besitzes.
1373 lebten wieder einige Juden in der Stadt. 1429 leisteten zwei Memminger Juden Bürgschaft für sechs in Ravensburg gefangengehaltene Juden. Danach verliert sich ihre Spur in den Annalen der Stadt, über eine Vertreibung ist nichts bekannt.

## Neubegründung 1875
Erst 1862 erfolgte der Zuzug von Juden aus dem oberschwäbischen Umland, in dem es größere jüdische Gemeinden gab. 1875 wurde die drei Jahre zuvor von der Regierung von Schwaben und Neuburg angedachte Zusammenschluss zu einer eigenen Kultusgemeinde der kleinen Judengruppen aus Memmingen und Kempten vollzogen. Juden errichteten Produktionsstätten für die Herstellung von Aluminium, Strickwaren und Käse. Textil-, Schuh- und Käsegeschäfte der Juden waren in der Innenstadt angesiedelt. Der Pferde- und Viehhandel lag ausschließlich in der Hand von Juden.
Als erster Jude in der Memminger Geschichte zog am 2. April 1891 der bisherige Ersatzmann Albrecht Gerstle ins Kollegium der Gemeindebevollmächtigten ein. Erwähnenswert ist auch Gerstles Engagement für das Freikorps Memmingen (später Schwaben), das 1919 zur Niederschlagung der Räterepublik gebildet wurde und dessen erstes Hauptquartier sich in Gerstles Wohnräumen in der Maximilianstraße 4 befand.
1895 wurde mit 231 Personen ein Höchststand an jüdischen Einwohnern in Memmingen erreicht. Es gab den Israelitischen Frauenverein (1875), die Chewra Kadischa 1911, die Unterstützungskasse für durchreisende jüdische Arme und die Israelitische Wohltätigkeitsstiftung. 1925 wurden 175 Juden bei einer Gesamteinwohnerzahl von 13.500 gezählt, das entsprach einem Prozentsatz von 1,3. Es gab eine Synagoge, eine jüdische Schule, ein rituelles Bad und einen Friedhof. Für die religiösen Aufgaben stellte die Gemeinde, die dem Distriktsrabbinat Augsburg unterstand, einen Lehrer an. Er erteilte im Schuljahr 1932 27 Kindern Unterricht.

### Erster Weltkrieg

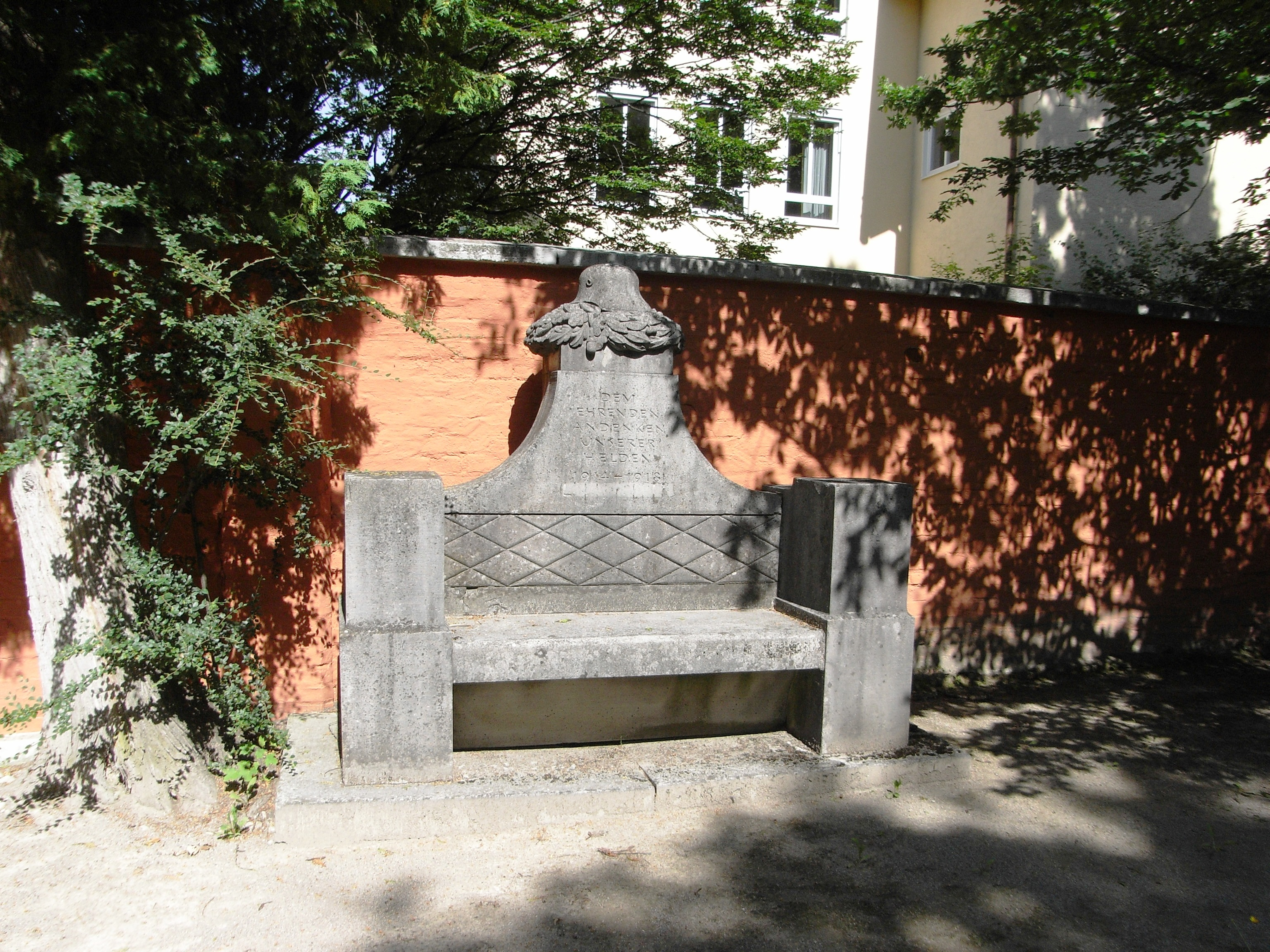
Kriegerdenkmal auf dem jüdischen Friedhof: „Dem ehrenden Andenken unserer Helden 1914–1918“

Im Ersten Weltkrieg kämpfte eine unbekannte Anzahl jüdischer Memminger in der Bayerischen Armee für das Deutsche Reich. Zu Ehren der Gefallenen wurde ein Kriegerdenkmal auf dem jüdischen Friedhof errichtet, das jedoch keine Namen trägt. Stattdessen waren an der Synagoge Tafeln mit den Namen, Truppenteilen und Sterbeorten angebracht, die allerdings während des Novemberpogroms 1938 bewusst zerstört wurden. Die Daten sind im vom Reichsbund jüdischer Frontsoldaten (RjF) herausgegebenen Gedenkbuch dennoch erhalten:
- Hugo Freudenthal (* 26. November 1885 in Theilheim; † 22. August 1917 in Flandern), Reserve-Infanterieregiment 119, 5. Kompanie[10][8][11]
- Jakob Guggenheimer (* 1. August 1884 in Memmingen; † 27. September 1918 an der Maas), Reserve-Infanterieregiment 12, 7. Kompanie, Leutnant[10][8][12]
- Jakob Gutmann (* 19. Juni 1885 in Groß-Rohrheim; † 28. Oktober 1917 in Menen), Bayerisches Infanterieregiment 16, 3. MG-Kompanie[10][8][13]
- Jakob Sommer (* 6. Februar 1883 in Memmingen; † 22. November 1916), Jägerregiment 2, MG-Kompanie[10][14]

### Memminger Käsepogrom 1921
1921 ereignete sich das Memminger Käsepogrom gegen den jüdischen Memminger Bürger und Käsehändler Wilhelm Rosenbaum (* 1875 in Memmingen). Rosenbaum wurde von einer Menge unter der Anführerschaft eines Dr. Sizius beschuldigt, überhöhte Preise für seine Produkte zu verlangen. Es kam zu Übergriffen der wütenden Menge auf jüdische Geschäfte, woraufhin der von der Menge Beschuldigte zum Schutz seiner Person in Haft genommen wurde. Am 16. September 1921 kam es zu einer Gerichtsverhandlung vor dem Landgericht Memmingen gegen den deutschvölkischen Arzt Dr. Sizius und elf weitere Angeklagte wegen Landfriedensbruchs. Sizius und ein weiterer Angeklagter namens Hail wurden zu einem Monat Gefängnis verurteilt. Alle anderen Angeklagten wurden freigesprochen. Rosenbaum wurde 1933 inhaftiert und floh nach den Niederlanden und Belgien, von wo er 1938 nach Palästina auswandern konnte.

### Memminger Synagoge
Am 2. November 1908 fand die Grundsteinlegung der Memminger Synagoge statt. Sie befand sich am Schweizerberg an der Ecke Kaisergraben, gegenüber der heutigen Bismarckschule. Die Entwürfe stammten von dem Frankfurter Architekten Max Seckbach, das Baugeschäft Unglehrt war für die Ausführung zuständig. Entwurfsvorgabe war es, sich der bodenständigen Bauart der Umgebung anzupassen. Am 8. September 1909 wurde die Synagoge eingeweiht. Sie hatte eine Kapazität von 200 Plätzen und eine Orgel. Sie hatte die Form einer barocken Kirche ohne Turm.

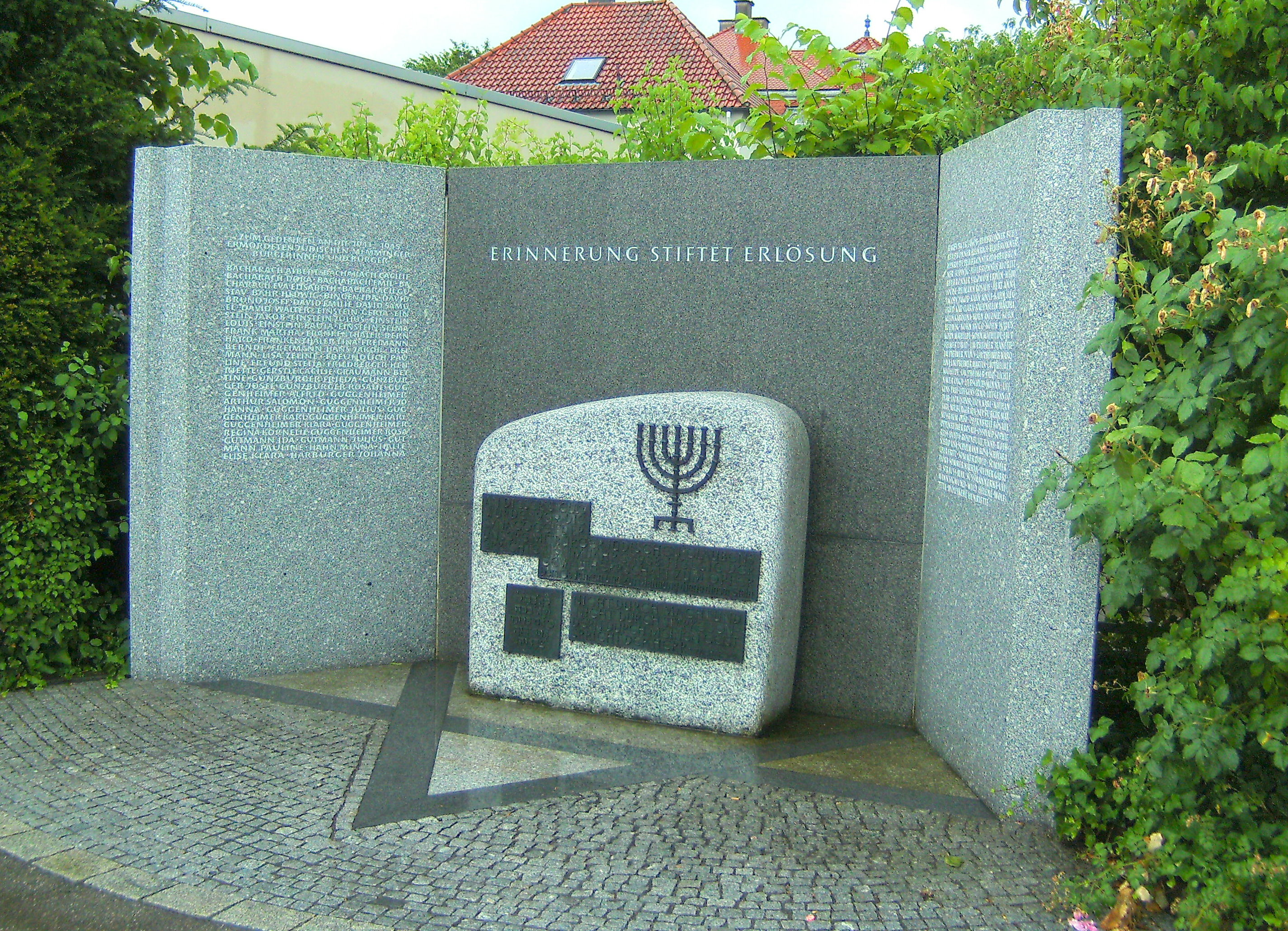
Gedenkstein für die Synagoge

1933 lebten noch 161 Juden in der Stadt. Am 1. April 1933 wurde ein Judenboykott von Staats wegen verhängt. 1936 durften die Juden den Schlachthof von Memmingen nicht mehr betreten. Es kam zu einer Verarmung der jüdischen Bevölkerung, die begann, Häuser und Geschäfte zu verkaufen. 37 Personen zogen in andere Städte um und 67 wanderten aus.
Während des Novemberpogroms am 10. November 1938 erhielt die Memminger Polizei um 1:20 Uhr ein vom Chef der Sicherheitspolizei und des SD und General der Polizei Reinhard Heydrich unterzeichnetes Blitzfernschreiben aus München. Danach sollten sich die Leiter der Staatspolizei mit den jeweiligen Kreisleitern der NSDAP in Verbindung setzen und gemeinsam mit den Leitern der Ordnungspolizei Besprechungen über die durchzuführenden Demonstrationen abhalten. Die Polizei sollte gegen die Demonstranten nicht eingreifen. Der stellvertretende Leiter der Memminger Schutzpolizei Glogger informierte den damaligen Oberbürgermeister Berndl und Kreisleiter Schwarz gegen 15 Uhr von dem Fernschreiben. Ein identisches Telegramm hatte der örtliche Leiter der Außenstelle des SD, SS-Obersturmbannführer Hanusch erhalten. Hanusch ordnete an, die Judenwohnungen zu zerschlagen und die Synagoge in Brand zu stecken. Die Synagoge wurde geplündert und auf Anweisung von Kreisleiter Schwarz nicht in Brand gesteckt, sondern abgebrochen. Die Abbrucharbeiten wurden unter der Oberaufsicht der Deutschen Arbeitsfront (DAF) durchgeführt. Ausführende Baugeschäfte waren Hebel, Unglehrt und Kutter. Die Schreinereibetriebe Mayer und Welte wurden hinzugezogen, wobei sich die Firma Welte weigerte, den Auftrag anzunehmen. Die Abbrucharbeiten des ersten Tages dauerten von 16 Uhr bis 22 Uhr. Einige Tage später wurde die verbliebene Synagogen-Ruine gesprengt, nachdem alle wertvollen Sakralgegenstände entwendet worden waren. Für die Kosten in Höhe von 12.000 Reichsmark musste die jüdische Gemeinde aufkommen. An den Abbrucharbeiten, die eine Woche dauerten, beteiligten sich auch viele Schulkinder mit ihren Lehrern. In einer weiteren zentral gesteuerten Heydrich-Aktion wurden das Haus des jüdischen Religionslehrers, weitere 23 Wohnhäuser und drei Geschäfte in der Kramer-, Herren- und Moltkestraße zerstört.
1940 wurden 60 Gemeindemitglieder dazu gezwungen, beengt in fünf Häusern zu wohnen. 1941 wohnten noch 40 jüdische Gemeindemitglieder in zwei Häusern in der Stadt. Vom 30. Januar bis 13. März 1942 wurden 25 Juden aus Memmingen nach Fellheim verschleppt, von dort aus in Vernichtungslager deportiert und später ermordet. 1945 wurde das Grundstück, auf dem bis 1938 die Synagoge gestanden hatte, mit einem Nebengebäude von den Lechwerken Augsburg bebaut und eine Gedenkstätte angelegt.

## DP-Gemeinde
Nach Ende des Zweiten Weltkriegs blieben einige jüdische Displaced Persons (DPs) – insbesondere befreite Zwangsarbeiter – vorerst in der Amerikanischen Besatzungszone. Zunächst wurden sie durch die Militärregierung, nach Nationalitäten getrennt, in allgemeinen DP-Lagern untergebracht. Erst in Reaktion auf die im Harrison-Report beschriebenen Missstände wurden ab Ende August 1945 spezielle jüdische Einrichtungen geschaffen, in denen sich die United Nations Relief and Rehabilitation Administration (UNRRA) und Nichtregierungsorganisationen wie das Joint Distribution Committee um die Überlebenden kümmern konnten. Dazu zählen selbstverwaltete DP-Lager, in Bayerisch-Schwaben zunächst auf dem Flugplatz Leipheim, später auch in der Ludendorff-Kaserne in Neu-Ulm und auf dem Fliegerhorst Lechfeld. Ebenso wurden jüdische Krankenhäuser eingerichtet, beispielsweise in St. Ottilien und Bad Wörishofen. Außerdem wurden in verschiedenen Gemeinden jüdische DPs dezentral in Wohnungen untergebracht, so auch in Memmingen.
Im Dezember 1945 waren somit wieder 64 Menschen jüdischer Konfession in Memmingen gemeldet. Nach dem Pogrom von Kielce vom 4. Juli 1946 schleuste die Bricha eine große Zahl osteuropäischer Juden in die US-Besatzungszone, so dass diese Zahl auf 127 Menschen im August 1947 anstieg. Für sie betrieb das Zentralkomitee der befreiten Juden in Bayern eine Geschäftsstelle. Diese war zunächst in der Villa Laupheimer (Moltkestraße 1), anschließend in der Kramerstraße 37 und letztlich in der Lindauer Straße 22 untergebracht. Außerdem bestand eine Berufsschule der Organization for Rehabilitation through Training (ORT), durch die den Überlebenden der Shoa durch berufliche Qualifizierung ein Neustart – insbesondere mit Blick auf die bevorstehende Besiedlung Palästinas – ermöglicht werden sollte. Eine bereits geplante Renovierung der Synagoge in Fellheim wurde jedoch nicht durchgeführt.
Mit Gründung des Staates Israel und dem nachfolgenden Palästinakrieg setzte eine Auswanderungswelle nach Israel ein, so dass die entstandene DP-Gemeinde rasch kleiner wurde. Als klassische Einwanderungsländer wie die USA, Kanada und Australien ihre Immigrationsbestimmungen 1949 lockerten, wanderten weitere Familien dorthin aus. Spätestens im Jahr 1951 wurde die Geschäftsstelle des Jüdischen Komitees geschlossen.

### Hakoah Memmingen
In den Jahren 1947–48 bestand – wie in den meisten DP-Gemeinden – in Memmingen der jüdische Fußball-Verein Hakoah Memmingen. Neben der Ertüchtigung dienten derartige Sportvereine insbesondere auch der konspirativen Aushebung von Hagana-Kämpfern, die nach der Emigration das unabhängig gewordene Israel verteidigen sollten. Hakoah Memmingen beteiligte sich an der jüdischen Regionalliga Süd des Bezirks München I und nahm 1948 an den „Becher Szpiln“ teil. Diese im K.O.-System ausgetragene Meisterschaft mit 52 teilnehmenden Mannschaften wurde jedoch im Juni 1948 abgebrochen, nachdem am 14. Mai 1948 der Staat Israel ausgerufen worden war.

### Gerichtsprozess um Ritualmordlegende
Während der Zeit der DP-Gemeinde kam es in Memmingen zu einem Gerichtsprozess, in dem Vorwürfe im Sinne der Ritualmordlegende gegen eine polnisch-jüdische DP erhoben wurden. Dies sorgte in der zeitgenössischen internationalen jüdischen Gemeinde für Aufsehen und dient bis heute als Beispiel dafür, dass sich antisemitische Einstellungen in der deutschen Zivilgesellschaft noch nach Untergang des Deutschen Reiches und in Kenntnis des Holocaust gehalten haben.
Konkret wurde im März 1947 drei jüdischen DPs eine Unterkunft in einem Haus in der Seyfriedstraße zugewiesen. Im Dezember 1948 reichte der Rechtsanwalt Heinrich A., ehemaliges Mitglied der SA, im Auftrag der Vermieterin Berta G., einer ehemaligen Propagandaleiterin der NS-Frauenschaft, dagegen Räumungsklage beim Amtsgericht Memmingen ein. Darin wurde unter anderem der Vorwurf erhoben, dass zu Ostern 1947 der vierjährige Sohn der Klägerin durch einen der DPs, Idel G., mit Wein betrunken gemacht worden wäre. Abends, so A., habe die Mutter außerdem einen Einstich am Arm des Kindes entdeckt, und er führt weiter aus: „Soweit der Klägerin bekannt ist, besteht ein Brauch in den Kreisen des Beklagten, nach welchem Ostergebäck ein Tropfen Christenblut zuzusetzen ist“. Dieser vermeintliche Einstich wurde durch Sachverständige später als Krätzesymptom identifiziert.
Während die Memminger Justiz diese offen antisemitische Einlassung zusammen mit der gesamten Klageschrift zunächst augenscheinlich ignorieren wollte, wurde auf Druck der Militärregierung und des Joint Distribution Committee schließlich am  Landgericht Memmingen ein Strafverfahren gegen Berta G. und ihren Anwalt A. eröffnet wegen Verstoßes gegen das bayerische Gesetz Nr. 14 gegen Rassenwahn und Völkerhaß (Volksverhetzung) und wegen übler Nachrede. Der Staatsanwalt forderte 18 Monate Haft für Rechtsanwalt A. und acht Monate Haft für Berta G. Allerdings wurden die Angeklagten vom Vorwurf der Volksverhetzung freigesprochen, da in einer Klageschrift wegen des eingeschränkten Personenkreises die Tatbestandsmerkmale nicht erfüllt seien. Schließlich wurden A. und G. nur wegen übler Nachrede zu drei bzw. zwei Monaten Haft verurteilt. In der Revision am Oberlandesgericht München wurde das Verfahren schließlich unter Anwendung des Straffreiheitsgesetzes vom 31. Dezember 1949 eingestellt.

## Persönlichkeiten
- Julius Guggenheimer (1885–1943), Kaufmann und Fotograf, ermordet im Vernichtungslager Sobibor